# Scutelleridae
Gli Scutelleridi (Scutelleridae Leach, 1815) sono una famiglia di insetti dell'ordine dei Rincoti Heteroptera, superfamiglia Pentatomoidea, comprendente circa 500 specie.
Prendono il nome dal caratteristico scutello che, per il notevole sviluppo, copre quasi tutto l'addome e gran parte delle ali.

## Descrizione
Presentano corpo di medie o grandi dimensioni, di 0,6-2,2 cm, dal profilo convesso e di forma ellittica, compatta o più o meno allungata. La livrea ha colori spesso vivaci o iridescenti.
Il capo è relativamente piccolo, di forma triangolare e carenato lateralmente, provvisto di antenne composte da 3-5 articoli, con occhi disposti lateralmente e in prossimità del margine posteriore.
Il torace ha il pronoto di forma trapezoidale, allargato posteriormente. Il mesoscutello, come si è detto in precedenza, è molto sviluppato in larghezza e lunghezza e ricopre gran parte dell'addome e delle ali. A differenza della maggior parte degli Eterotteri, gli Scutelleridi hanno le ali anteriori non differenziate in emielitre in quanto sia il corio sia il clavo sono membranosi. Le zampe hanno tarsi composti da tre segmenti.

## Biologia e diffusione
Gli Scutelleridi sono insetti fitofagi. Diverse specie sono di particolare interesse agrario in quanto responsabili di danni, talvolta anche gravi, a specie agrarie nel Vecchio continente (Europa, Asia, Nordafrica). Fra le coltivazioni maggiormente interessate vi sono i cereali, il cotone, diverse Leguminose foraggere e da granella, ecc. In Europa le specie agrarie di maggior interesse fanno capo al genere Eurygaster: E. austriaca e E. maura, comuni anche in Italia, possono risultare occasionalmente dannose al frumento. Nella penisola Balcanica e in Asia minore, invece, è particolarmente dannosa E. integriceps; questa specie è stata segnalata anche in Calabria nel 1985.
Come la maggior parte degli Eterotteri, se minacciati possono produrre odori sgradevoli come strategia difensiva, emettendo il secreto delle ghiandole odorifere metatoraciche.

## Sistematica

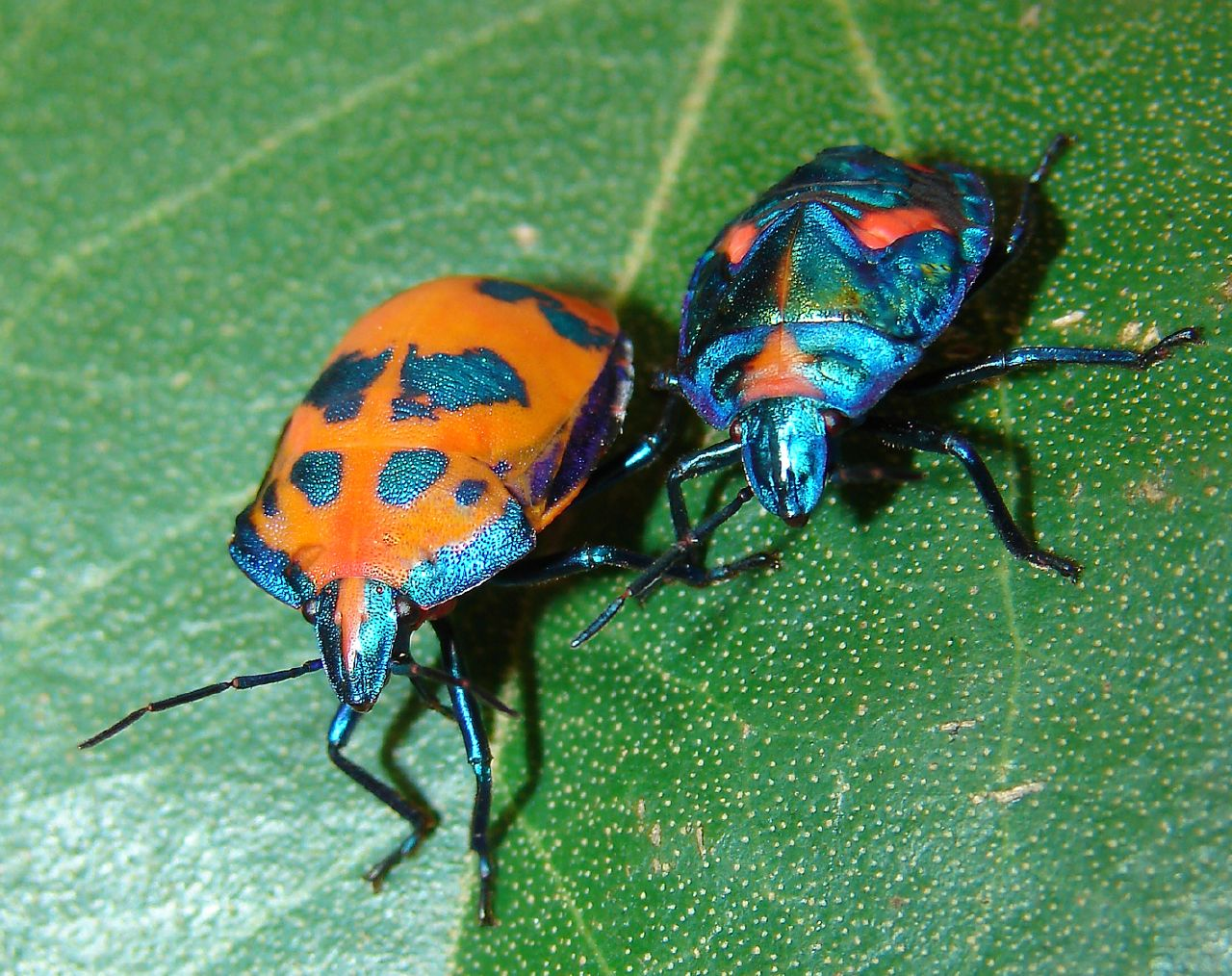
Tectocoris diophthalmus

Come per altri raggruppamenti all'interno dei Pentatomoidea, l'inquadramento sistematico degli Scutelleridi ha subito diversi rimaneggiamenti. Secondo l'Autore, il raggruppamento è stato inquadrato al rango di famiglia oppure di sottofamiglia dei Pentatomidae (Scutellerinae sensu lato). Anche in questo caso, perciò, la letteratura riporta schemi tassonomici differenti secondo l'epoca e secondo l'orientamento dell'Autore. La tendenza più diffusa è quella di considerare il raggruppamento come una famiglia a sé. Ancora più incerta è la suddivisione interna: fin dal XIX secolo furono descritti dei taxa intermedi fra il rango di genere e quello di famiglia, ma ancora oggi non si è definito un quadro tassonomico ben delineato e condiviso e alcuni generi non hanno ancora una collocazione sistematica (Incertae sedis) secondo alcuni schemi.
Fra gli orientamenti più recenti RIDER (2007) propone la suddivisione in sei sottofamiglie:
- Elvisurinae
- Eurygastrinae
- Odontoscelinae
- Odontotarsinae
- Pachycorinae
- Scutellerinae
- Tectocorinae

Questa suddivisione riprende quella proposta da MCDONALD & CASSIS (1984), ma si discosta dallo schema di SCHUH & SLATER (1995) che contempla solo quattro sottofamiglie. Nel complesso la famiglia comprende circa 80 generi.